# Cesare Fera (dirigente)
Francesco Cesare Fera (Petrizzi, 1858 – Savona, 1931) è stato un ingegnere meccanico e dirigente d'azienda italiano.
Fu tra i soci fondatori dell'ILVA ed ebbe un ruolo di primo piano nello sviluppo della siderurgia italiana.

## Biografia
Francesco Cesare Fera nacque in una famiglia di possidenti terrieri; giovanissimo si trasferì a Napoli dove condusse gli studi fino al conseguimento della laurea in ingegneria.
Si distinse ben presto in campo siderurgico compiendo viaggi di studio ed esperienze lavorative in Germania, presso le acciaierie Krupp, allo scopo di apprendere le tecniche di fusione e di fabbricazione delle famose piastre d'acciaio impiegate nella costruzione delle corazzate da guerra.
Fu quindi molto attivo nella dirigenza della SAFFAT(Società degli Alti Forni e Fonderie di Terni) avendo un ruolo di rilievo nella progettazione di varie attrezzature e impianti industriali tra cui il famoso Grande Maglio da 108 tonnellate (con sottoincudine da 1.000 tonn. fuso in un unico blocco) realizzato nel 1886 e, all'epoca, il più grande del mondo.
Nel 1900 Cesare Fera fu tra i soci fondatori della Società Siderurgica di Savona, di cui fu Amministratore delegato fin dall'inizio. Dal 1904 al 1920 fu anche Amministratore delegato dell'Elba-Società Anonima di Miniere e di Alti Forni. In tale duplice veste, fu uno dei firmatari dell'atto di fondazione dell'ILVA, costituitasi a Genova il 1º febbraio 1905. Tra il 1905 e il 1919 fece, inoltre, parte del Consiglio di amministrazione della Società Ferriere Italiane.

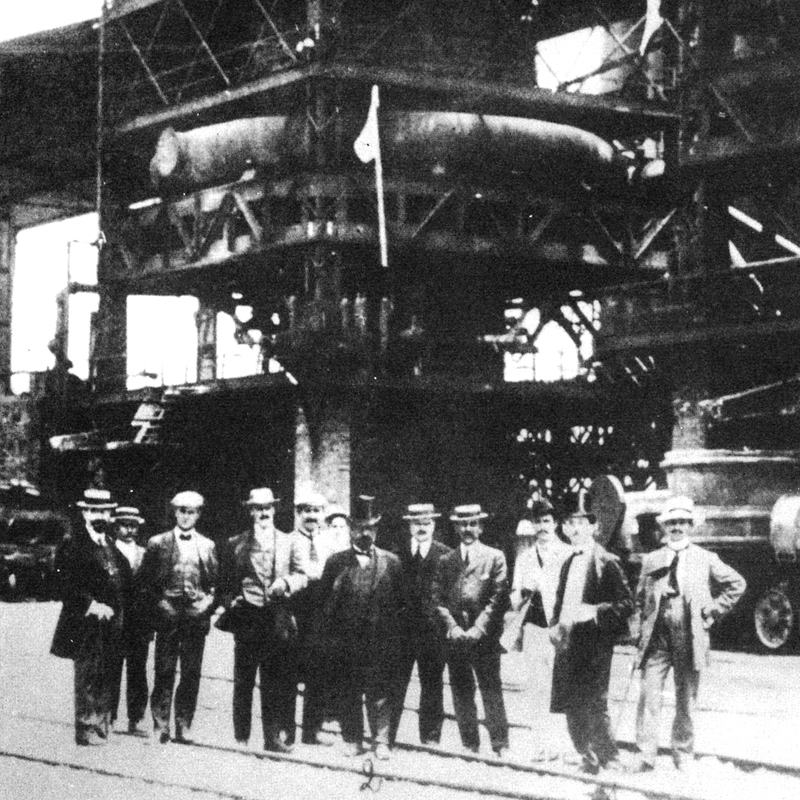
L'inaugurazione dell'ILVA di Bagnoli

 Come ricorda Corrado Pallenberg, in un documentato articolo sulla siderurgia italiana, «Cesare Fera, aveva avuto, per primo in Italia, l'idea di creare uno stabilimento a ciclo integrale che, partendo dal minerale, arrivasse al prodotto finito e a un basso costo di produzione. Dopo un fallito tentativo a Portoferraio, Fera creò a Bagnoli un magnifico stabilimento che purtroppo, per mancanza di denari, non venne mai finito e che il suo creatore non vide mai in funzione. Ma l'ossatura di questo impianto era concepita in maniera così geniale che è bastato, dopo l'ultima guerra, riparare qualche danno, fare degli ammodernamenti e ampliamenti per portare Bagnoli a una capacità produttiva di 700 mila tonnellate annue.»
«L'apporto prezioso, d'una rara competenza e passione» dato da Cesare Fera ai primi anni di vita delle acciaierie di Bagnoli è ricordato da una pubblicazione curata dall'Italsider per commemorare il cinquantesimo anno d'attività dell'impianto. In essa sono riportate le cronache dell'epoca che, con colorita prosa umbertina, fanno rivivere la giornata inaugurale dello stabilimento, domenica 19 giugno 1910, alla presenza del Duca d'Aosta: «Incontro al Duca mossero subito il marchese Durazzo Pallavicini, il comm. Fera, il comm. Odero, l'on. Luzzatto, il comm. Cutolo e tutti gli altri componenti del Consiglio d'amministrazione dell'ILVA, ingraziando l'augusto principe della visita. Nel limpido e azzurro specchio d'acqua di Coroglio numerosi vaporetti imbandierati e barche e pontoni fecero squillar le loro sirene, giocondamente, mentre da un pontone una banda intonava la marcia reale e da un altro si sparavan fuochi di gioia.»
A Cesare Fera è intitolata una via di Napoli, tra Viale Cavalleggeri d'Aosta, Via Marco Polo e Via Daniele Manin.